# Jacqueline Mars
Jacqueline Mars (sinh ngày 10 tháng 10 năm 1939) là một người thừa kế và nhà đầu tư người Mỹ. Bà là con gái của Audrey Ruth (Meyer) và Forrest Mars Sr., và cháu gái của Franklin Clarence Mars, những người sáng lập công ty kẹo ở Mỹ Mars, Incorporated. Tính đến tháng 2 năm 2018, Mars được Forbes xếp hạng là người giàu thứ 34 trên thế giới, với giá trị ròng là 24.4 tỷ đô la.

## Thuở nhỏ
Jacqueline Mars sinh ngày 10 tháng 10 năm 1939. Bà theo học và tốt nghiệp từ trường nội trú Miss Hall's School ở Pittsfield, Massachusetts. Bà tốt nghiệp trường Cao đẳng Bryn Mawr năm 1961 với bằng cử nhân ngành nhân chủng học.

## Sự nghiệp
Bà là người thừa kế cổ phiếu của Mars, Inc. Là một thành viên của gia đình Mars, cổ phiếu Mars trong Mars, Incorporated và các tài sản khác được tạp chí Forbes ước tính vào tháng 2 năm 2018, trị giá 24.4 tỷ USD, khiến Forbes xếp Mars là người giàu thứ 17 của Mỹ và đứng thứ 34 thế giới.
Jacqueline Mars và hai anh của bà, John và Forrest Jr, sở hữu 31,6 tỷ đô la (doanh số bán hàng) của Mars, Inc, công ty kẹo lớn nhất thế giới, một phần nhờ việc mua lại sản phẩm kẹo cao su Wrigley's trị giá 23 tỷ đô la trong năm 2008. Các thương hiệu nổi tiếng nhất của hãng sản xuất kẹo bao gồm Milky Way, M&M's, 3 Musketeers, Twix, Skittles, và Snickers, được đặt tên theo con ngựa yêu thích của gia đình bà.

## Cuộc sống cá nhân
Mars kết hôn với David H. Badger vào năm 1961. Họ có ba đứa con: Alexandra Badger sinh năm 1966/1967, Stephen M. Badger sinh năm 1969, và Christa Badger sinh năm 1975. Bà ly dị Badger vào năm 1984.
Sau đó, bà kết hôn với Hank Vogel vào năm 1986. Năm 1992, Vogel nghỉ hưu, chia sẻ kinh doanh gia đình của mình cho con trai ông là Dean, và đưa nông trại của ông ở Vermont cho con gái Elizabeth. Nhóm pháp lý của Mars tuyên bố rằng Vogel chỉ đơn thuần là thoái vốn khỏi tài sản của mình để nhận được nhiều hơn của vợ mình. Đến tháng 1 năm 1993 họ li dị.
Bà là uỷ viên của đội tuyển đua ngựa Mỹ, và thuộc ban giám đốc của Nhà hát Quốc gia Washington, Thư viện Thể thao và Bảo tàng Mỹ thuật Quốc gia.

### Tai nạn ô tô năm 2013
Vào ngày 4 tháng 10 năm 2013, Mars đã bị một tai nạn xe hơi trên tuyến đường 50 của Mỹ tại Aldie, gần nhà bà ở vùng đồng bằng ở Northern Virginia. Xe của bà vượt qua dải phân cách đường cao tốc và đâm vào một chiếc minivan của Chrysler chở sáu hành khách.  Các nhà chức trách nói rằng Irene C. Ellisor 86 tuổi ở Huntsville, TX, đang ngồi ở ghế sau và không đeo dây an toàn, đã chết tại hiện trường. một người khác đang mang thai và sau đó bị sẩy thai. Mars bị buộc tội lái xe thiếu thận trọng, và nói với một nhân chứng sau tai nạn rằng bà đã ngủ thiếp đi trên xe. Trong một buổi điều trần tại Tòa án Quận chung Quận Loudoun, bà đã bị tạm giữ bằng bằng lái xe của mình 6 tháng và ra lệnh trả tiền phạt $2,500. Mars sau đó đã nhận tội lái xe thiếu thận trọng, với các xét nghiệm đã tiết lộ không có ma túy, rượu hoặc thuốc trong cơ thể của bà mà có thể gây ra hoa mắt.